# Centro per la ricerca archeologica cristiana indiana
Il Centro per la ricerca archeologica cristiana indiana è un'organizzazione senza scopo di lucro fondata da Mons. Joseph Powathil nel 1996 in India. Il suo scopo è progettare la ricerca del legame tra la cultura indiana e quella cristiana.
L'entusiasmo e lo spirito di iniziativa di f. J. Vazhuthanapally e il sostegno delle diocesi di Changanacheri hanno portato alla creazione del CICAR, che ha già iniziato a muoversi nella direzione prevista in accordo con l'IsIAO.
L'organizzazione ha una sede a Firenze e la sede ufficiale a Lower Kodungallur (presso Thumbur, Kochi, Kerala).